# カルロ・サルヴァトーレ・ダズブルゴ＝トスカーナ
カール・ザルヴァトール・フォン・エスターライヒ＝トスカーナ（Karl Salvator von Österreich-Toskana, 1839年4月30日 - 1892年1月18日）は、トスカーナ大公レオポルド2世の次男で、最後の大公フェルディナンド4世の弟。トスカーナ系ハプスブルク家の一員であり、またオーストリア＝ハンガリー帝国陸軍の将軍となった。イタリア語名はカルロ・サルヴァトーレ・ダズブルゴ＝トスカーナ（Carlo Salvatore d'Asburgo-Toscana。オーストリア皇族としての大公（Erzherzog）の称号を有する。

## 生涯
レオポルド2世と、2番目の妃である両シチリア王フランチェスコ1世の娘マリア・アントニアの間の第5子として、フィレンツェに生まれる。1860年にトスカーナ大公国はサルデーニャ王国に併合され（翌1861年にイタリア王国が成立）、以後トスカーナ大公家はオーストリアのハプスブルク家宗家を頼ることになった。
1861年9月19日、元両シチリア王フランチェスコ2世（両シチリア王国も1860年にサルデーニャに併合された）の妹である従妹のマリア・インマコラータと、ローマで結婚した。
カール・サルヴァトールは1892年にウィーンで死去した。

## 子女
マリア・アントニアとの間に11人の子女をもうけた（名前はドイツ名で記す）。
- マリア・テレジア（1862年 - 1933年）　同族のカール・シュテファン大公と結婚
- レオポルト・ザルヴァトール（1863年 - 1931年）
- フランツ・ザルヴァトール（1866年 - 1939年）
- カロリーネ（1869年 - 1945年）　ザクセン＝コーブルク＝ゴータ公子アウグスト・レオポルトと結婚
- アルブレヒト・ザルヴァトール（1871年 - 1896年）
- マリア・アントイネッテ（1874年 - 1891年）
- マリア・インマクラータ（1878年 - 1968年）　ヴュルテンベルク公ローベルトと結婚
- ライナー・ザルヴァトール（1880年 - 1889年）
- ヘンリエッテ（1884年 - 1886年）
- フェルディナント・ザルヴァトール（1888年 - 1891年）